# Burhard (mejni grof Istre)
Burhard II ali Burkhard II, tudi Purcard († 13. 02. 1107), je bil  za mejnega grofa Istrske marke imenovan pred letom 1093 in je funkcijo opravljal do leta 1101. Bil je sin bavarskega grofa  Burharda I. iz Moosburga. 

## Življenje
Burhard je bil iz grofovske družine Moosburških v Vojvodini Bavarski. Kdaj ga je cesar postavil na funkcijo istrskega mejnega grofa ni znano, vendar zagotovo pred letom 1093 ko ga najdemo omenjegnega kot pričo v listini cesarja Henrika III. 
V zameno za izgubljeni naslov istrskega mejnega grofa je bill eta 1101 imenovan za odvetnika Oglejskega patriarhata.  Umrl je med letom 1106 in 13. februarjem 1107. Njegovi ženi, iz neznanega rodu je bilo ime  Acica, s katero je imel sina in hčer:
- N. N. sin († pred 1112);
- Matilda, poročena  pred letom 1102 s Konradom, odvetnikom Oglejskega patriarhata, sinom grofa Udalschalka iz Lurngaua.